# Boe-CFT
Der Boeing Crew Flight Test, kurz Boe-CFT, war der erste bemannte Flug des US-amerikanischen, von Boeing gebauten Raumschiffs CST-100 Starliner. Nach einer Reihe technischer Probleme und Terminverschiebungen startete die Mission am 5. Juni 2024 für einen Besuch zur Internationalen Raumstation (ISS). Der Rückflug erfolgte unbemannt, weil beim Hinflug technische Probleme auftraten, so dass es sicherer erschien, die Besatzung an Bord der ISS zu lassen.

## Missionszweck
Boe-CFT war als dritter und letzter Testflug des CST-100 Starliner geplant. Danach sollte das Raumschiff neben der Crew Dragon von SpaceX für jährliche Zubringerflüge zur ISS eingesetzt werden und als redundantes System die Unabhängigkeit der Vereinigten Staaten vom russischen Sojus-Raumschiff sichern.

## Missionsplanung und -vorbereitung
Die Mission sollte ursprünglich im Jahr 2017 stattfinden. Wegen Verzögerungen bei der Fertigstellung beider Raumschiffe (Starliner und Crew Dragon) beschloss die NASA, bereits mit der Testmission Boe-CFT eine Langzeit-Crew zur ISS zu bringen, um eine durchgehende Besetzung der US-Sektion der Raumstation sicherzustellen. Die Fertigstellung der neuen Raumfahrzeuge verspätete sich allerdings so sehr, dass die NASA den Betrieb des US-Segments durch den Kauf weiterer Plätze auf Sojus-Flügen sichern musste.
Als Voraussetzung für die erste bemannte Starliner-Mission fand 2019 der unbemannte Testflug Boe-OFT statt, der jedoch infolge von Softwaremängeln nicht die ISS erreichte. Im Herbst 2020 konnte dann die Crew Dragon reguläre Zubringerflüge zur ISS aufnehmen, weshalb Boe-CFT wieder zu einem Testflug ohne Langzeitaufenthalt zurückgestuft wurde.
Die Wiederholung von Boe-OFT im Jahr 2022 war erfolgreich. Danach erwartete die NASA einen Start von Boe-CFT im Juli 2023, jedoch wurden Anfang Juni 2023 Probleme an den Fallschirmen und an Kabelbäumen des Raumschiffs entdeckt. Ab November 2023 nannte die NASA „frühestens April 2024“ als neue Startplanung. Nachdem im Januar 2024 der letzte Fallschirmtest des Starliners erfolgreich abgeschlossen wurde, wählte die NASA den Mai als Startmonat, da in der ISS-Terminplanung für April kein Zeitfenster für einen Besuch von Boe-CFT mehr frei war.
Die Vorbereitungen für einen ersten Startversuch am 7. Mai 2024 (UTC) wurden rund zwei Stunden vor Ablauf des Countdowns abgebrochen, weil ein Überdruckventil am Sauerstofftank der Centaur-Oberstufe der Trägerrakete flatterte. Zudem wurde ein Heliumleck an einem der 28 Lageregelungstriebwerke des Raumschiffs entdeckt. Wegen Letzterem – und nach Austausch des defekten Ventils – verschob sich der Start auf Juni 2024. Ein zweiter Startversuch am 1. Juni wurde knapp vier Minuten vor Ablauf des Countdowns abgebrochen, weil die Stromversorgung eines Computers der Startanlage defekt war.
Das Rufzeichen der für Boe-CFT vorgesehenen Starliner-Kapsel war 2019 durch die Besatzung als Calypso festgelegt worden, benannt nach dem gleichnamigen Forschungsschiff des Meeresforschers Jacques-Yves Cousteau.

## Besatzung
Die Besatzung des Flugs bestand aus zwei erfahrenen NASA-Astronauten:
- Barry Wilmore, Kommandant (3. Raumflug)
- Sunita Williams, Pilotin (3. Raumflug)

Ursprünglich hatte die NASA im August 2018 folgende drei Astronauten für Boe-CFT nominiert:
- Eric Boe (3. Raumflug)
- Chris Ferguson (4. Raumflug)
- Nicole Mann (1. Raumflug)

Boe wurde im Januar 2019 aus gesundheitlichen Gründen durch Michael Fincke und Ferguson im Oktober 2020 aus „persönlichen Gründen“ durch Barry Wilmore ersetzt. Wegen der Verzögerungen bei der Fertigstellung des Starliners wurde Mann im Oktober 2021 der Mission SpaceX Crew-5 zugeteilt. Nach dem erfolgreichen Starliner-Testflug OFT-2 im Mai 2022 gab die NASA bekannt, dass Fincke durch Sunita Williams ersetzt wird.

## Missionsverlauf

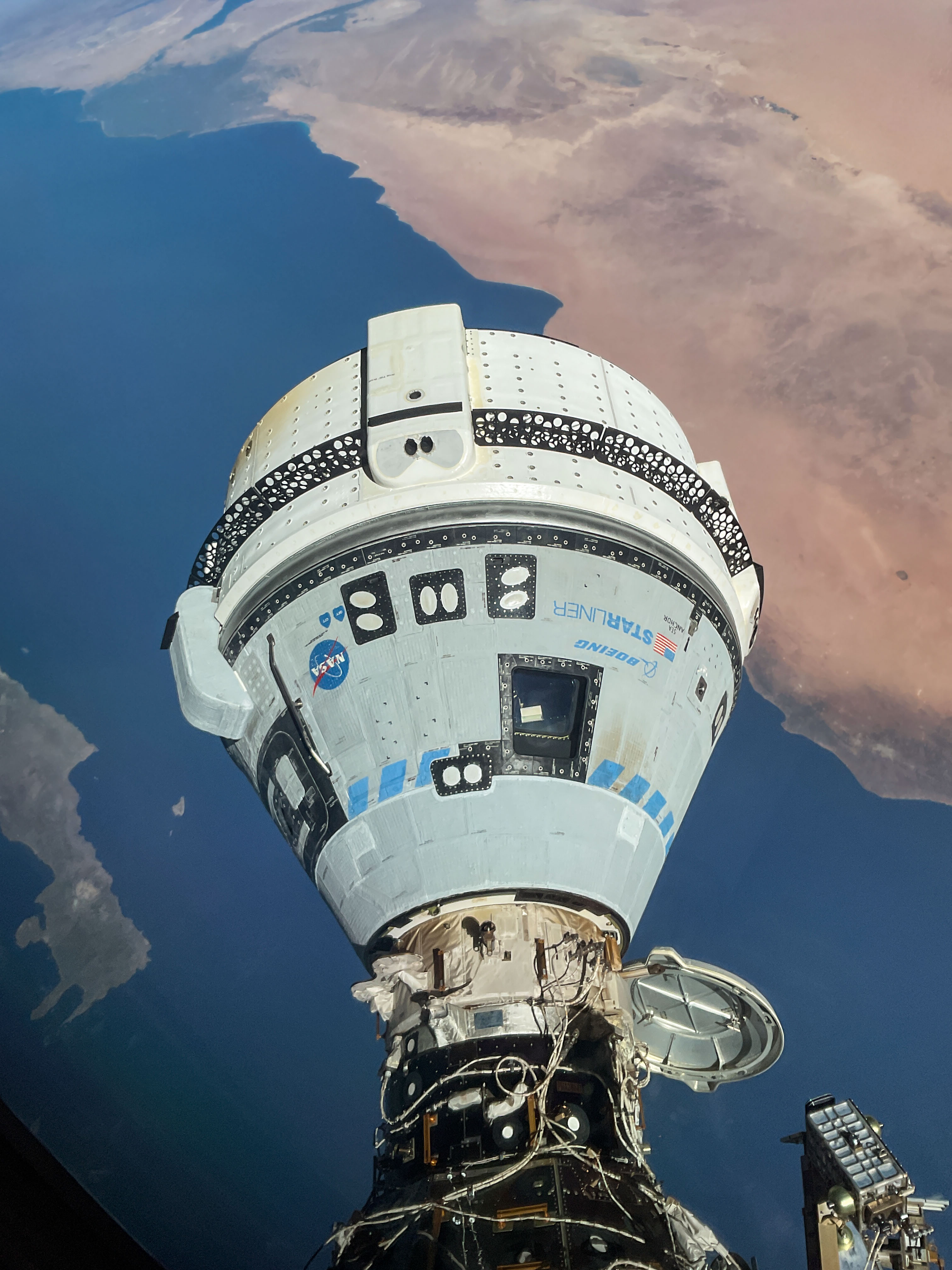
Boe-CFT angedockt an der ISS

Boe-CFT startete am 5. Juni 2024 um 14:52 Uhr UTC auf einer Trägerrakete des Typs Atlas V N22 von der Rampe SLC-41 der Cape Canaveral Space Force Station. Dies war der erste bemannte Start mit einer Atlas V. Die Rakete brachte das Raumschiff in eine suborbitale Flugbahn. Von dort steuerte es mit eigenem Antrieb die in einem niedrigen Erdorbit fliegende ISS an. Während des Flugs wurden weitere Heliumlecks festgestellt; zudem fielen mehrere Lageregelungstriebwerke des Starliners aus. Trotzdem konnte die ISS erreicht werden, wo die Kapsel nach knapp 27-stündigem Flug am 6. Juni um 17:34 Uhr andockte. Die zweiköpfige Crew stieg daraufhin in die Raumstation um und stieß zur Besatzung der ISS-Expedition 71.
Ursprünglich sollte die Crew von Boe-CFT nach einem achttägigen Aufenthalt im Orbit zur Erde zurückkehren. Die NASA und Boeing benötigten jedoch zusätzliche Zeit, um die Heliumlecks und Triebwerksprobleme zu untersuchen. Letztlich beschloss die NASA, den Starliner ohne Besatzung zur Erde zurückzubringen, um die Astronauten keinen unnötigen Risiken auszusetzen.
Calypso koppelte am 6. September 2024 um 22:04 Uhr UTC von der ISS ab und zündete um 03:17 Uhr die Triebwerke, um den Wiedereintritt einzuleiten. Das Servicemodul wurde abgetrennt und verglühte wie geplant in der Atmosphäre. Der Abstieg des Raumschiffs wurde durch Fallschirme gebremst; die Landung auf Airbags erfolgte um 04:01 Uhr auf der White Sands Missile Range in New Mexico. Barry Wilmore und Sunita Williams blieben noch für weitere sechseinhalb Monate an Bord der ISS und nahmen an der Expedition 72 teil, bevor sie schließlich am 17. bis 18. März 2025 mit der Crew Dragon Freedom zur Erde zurückkehrten.